# Нужець-Кольонія
Нужець-Кольонія (пол. Nurzec-Kolonia) — село в Польщі, у гміні Нурець-Станція Сім'ятицького повіту Підляського воєводства.
У 1975-1998 роках село належало до Білостоцького воєводства.